# Aelurillus schembrii
Aelurillus schembrii là một loài nhện trong họ Salticidae.
Loài này thuộc chi Aelurillus. Aelurillus schembrii được Cantarella miêu tả năm 1982.